# دیوید لاما
دیوید لاما (نپالی: डेभिड लामा؛ ۴ اوت ۱۹۹۰ – ۱۶ آوریل ۲۰۱۹) کوهنورد نپالی‌تبار اهل اتریش بود.
وی همچنین برندهٔ جوایزی همچون کلنگ طلایی شده‌است.